# Cosmiomorpha decliva
Cosmiomorpha decliva är en skalbaggsart som beskrevs av Oliver Erichson Janson 1890. Cosmiomorpha decliva ingår i släktet Cosmiomorpha och familjen Cetoniidae. Utöver nominatformen finns också underarten C. d. baryi.